# DTS-HD
DTS-HD är ett digitalt format för lagring av ljud. Det är framtaget av Digital Theater Systems och det står kortfattat för Digital Theater Systems High Definition. Det är efterträdaren för DTS och finns i 2 format: DTS-HD High Resolution Audio och DTS-HD Master Audio.
OBS! DTS-HD klarar fler kanaler och högre kHz men är begränsad till nedanstående på grund av Blu-ray och HD-DVD!
| DTS-HD High Resolution Audio                                                                                     | DTS-HD Master Audio                                                                                              |
| Upp till 7.1 kanaler i 24-bit/96 kHz                                                                             | Upp till 7.1 kanaler i 24-bit/96 kHz                                                                             |
| Maxbitrate för Blu-ray är 6Mbps, maxbitrate för HD DVD är 3Mbps                                                  | Maxbitrate för Blu-ray är 24,5Mbps, maxbitrate för HD DVD är 18Mbps                                              |
| Det är bakåtkompatibelt med dagens DTS dekoders. DTS-HD spåret innehåller ett 1536kbps DTS fullrate originalspår | Det är bakåtkompatibelt med dagens DTS dekoders. DTS-HD spåret innehåller ett 1536kbps DTS fullrate originalspår |
| Det är frivilligt med dekoder för Blu-ray och HD DVD-spelare.                                                    | Det är frivilligt med dekoder för Blu-ray och HD DVD-spelare.                                                    |
| Det stödjer överföring via HDMI                                                                                  | Det stödjer överföring via HDMI 1.3                                                                              |

## Tillverkarstöd
De företag som bygger chiplösningar till båda formaten är:
- Analog Devices, Inc
- Broadcom Corporation
- Cheertek, Inc.
- LSI Logic Corporation
- Panasonic Corporation
- MediaTek Incorporation
- NEC Corporation Electronics Corporation
- Renesas Technology Corp.
- Sigma Designs, Inc.
- Sunplus Technology Co., Ltd.